# Alliance française de Bombay
 (octobre 2011).
Si vous disposez d'ouvrages ou d'articles de référence ou si vous connaissez des sites web de qualité traitant du thème abordé ici, merci de compléter l'article en donnant les références utiles à sa vérifiabilité et en les liant à la section « Notes et références ».
L'Alliance Française de Bombay (AFB) est un centre culturel franco-indien spécialisé dans l'enseignement de la langue française et l'organisation d’évènements culturels basé à Mumbai.

## Historique
Créée en 1938 par la volonté de personnalités, animées d’une même passion pour la culture et la langue française, elle devient un véritable centre culturel en 1948 avec l’ouverture des premiers cours et l’organisation de manifestations culturelles. L’Alliance française de Bombay est une association publique. Elle est dirigée par un comité élu par les membres de l’Alliance à l’occasion d’une assemblée générale annuelle.

## Statut
L’Alliance Française de Bombay est une association publique de droit indien créée en 1938. Elle est dirigée par un comité élu par les membres de l’Alliance à l’occasion d’une assemblée générale annuelle. Elle est indépendante statutairement et financièrement de la Fondation Alliance française. Son financement est assuré par:
- les droits d'inscription versés par les étudiants,
- les revenus de l'activité de sa cellule de traduction,
- les recettes générées par la location de son auditorium;
- Les cotisations de ses membres.

Comme d'autres Alliances françaises à travers le monde, l'AFB bénéficie toutefois de la mise à disposition par le ministère français des Affaires étrangères (MAE) de personnel détaché pour les fonctions de direction et de direction pédagogique. L'Alliance française bénéficie également du soutien de l'Ambassade de France en Inde.

## Sites et lieux
Aujourd’hui, si elle a conservé son siège emblématique à Theosophy Hall, dans le centre historique et administratif, au sud de la ville (quartier de Churchgate), elle offre des cours de langue française dans plusieurs centres linguistiques desservant au mieux les principaux quartiers de la ville. (Cuffe Parade, Bandra, Sion, Worli, Santacruz Mulund et également un centre à Nashik). En 2011, elle devient propriétaire d'un centre de cours à Santacruz.

## Pédagogie
Depuis 2006, le système des cours est aligné sur le Cadre européen commun de référence pour les langues (CECRL), adopté au niveau européen en 2001 et qui définit la maîtrise d'une langue étrangère selon six niveaux classés par ordre de complexité croissante de A1 à C2. À l'heure actuelle, l'Alliance française de Bombay offre un enseignement pour les niveaux A1 à C1 inclus.
L'enseignement délivré à l'Alliance Française de Bombay vise à développer les quatre compétences essentielles à la maîtrise de la langue (compréhension et expression, orale et écrite) et à préparer les étudiants aux épreuves du Diplôme d'études de la langue française (DELF) et ""Diplôme approfondi de langue française"" (DALF), qui correspondent aux niveaux A1 à B2 et C1 et C2 respectivement. De plus, les examens du DFP B2, C1 ainsi que le TCF sont proposés. 
De 110 étudiants en 1952, presque 2000 en 1998, elle en compte depuis les années 2000 environ 4000 et assure des cours dans 25 sociétés françaises et indiennes. Depuis les années 2000, elle compte une quarantaine d'enseignants et une quinzaine de personnes pour son personnel administratif.

## Activités culturelles
Le centre de Theosophy Hall accueille un auditorium - cinéma d'une capacité de 73 places pour sa programmation en cinéma d'art et d'essai et de documentaires. Elle organise plus de 200 événements culturels par an en partenariat avec les grandes institutions culturelles de la ville : le NCPA, le Blue Frog, le Pritvi Theatre, par exemple. Elle participe aux festivals de la ville et du pays : ITT Moon Indigo, Festival international du film, MAMI, Festival Bonjour India, 2010 et 2013, Festival Litt fest, festival Flashpoint, Kashish...  